# Malin Gramer
Malin Veronica Falk Gramer, född 26 april 1978 i Vallentuna, Stockholms län, är en svensk programledare och skådespelerska.

## Biografi
Gramer medverkade i filmen Trekant (2004) där hon spelar en av huvudrollerna. Hon har även på TV4 varit programledare för Lattjo Lajban och för Lyckochansen i TV3. 
Från år 2011 var Gramer programledare i Fråga Olle-dokumentären, i rollen som flygande reporter, i Kanal 5 och år 2013 i programmet Min man kan på Kanal 5. År 2013 blev hon programledare för Paradise Hotel på TV3. Under 2014 var hon tillsammans med Adam Alsing programledare för programmet Talang Sverige 2014 som sändes på TV3. Hon var 2014 programledare för programmet Jagad av hundar. Under 2016 medverkade hon som programledare tillsammans med Johan Jureskog för TV3:s matserie Världens bästa burgare.
Den 24 augusti 2019 meddelade TV4 att man värvat Gramer som programledare för kanalens  realityprogram Love Island Sverige.

## Familj
I augusti 2019 gifte sig Malin Falk Gramer med musikproducenten Carl Falk.